# Земля Вильчека
Земля Вильчека — остров в Северном Ледовитом океане, второй по размерам остров архипелага Земля Франца-Иосифа после Земли Георга. Назван по имени Иоганна Непомука Вильчека, финансировавшего австрийскую экспедицию Карла Вейпрехта и Юлиуса Пайера, открывшую остров в 1873 году. Находится на территории государственного природного заказника федерального значения «Земля Франца-Иосифа».

## География
Расположен в восточной части архипелага. Отделён от западной группы островов Австрийским проливом, от лежащего северо-восточнее острова Греэм-Белл проливом Моргана. Поверхность острова представляет собой плоскогорье с относительными высотами 400—600 м и почти полностью покрытое ледником. Площадь острова — около 2000 км², наивысшая точка — 606 м.

## Соимённый остров в архипелаге
В западной части архипелага, у западного берега острова Греэм-Белл, располагается небольшой соимённый остров Вильчека, также названный в честь Вильчека (около 2 км²). Между этими соимёнными островами лежат другие крупные острова (в первую очередь Сальм, а также остров Галля и более мелкие острова Гохштеттера).

## Близлежащие малые острова
- В 9 км к югу от бухты Персей лежит остров Клагенфурт, названный в честь австрийского города Клагенфурт.
- Недалеко от восточного побережья расположены острова Горбунова, названные в честь русского натуралиста Григория Петровича Горбунова.
- В 1,5 км к юго-востоку лежат четыре небольших острова:
  - Деревянный
  - Дауэс
  - Мак-Культа
  - Тилло

## Климат
Климат суровый, арктический. В году, в среднем, регистрируется всего 18 дней с температурой выше 0 °C. Среднегодовая температура воздуха составляет −12 °C, максимальная зарегистрированная температура +12 °C, минимальная −42 °C. Среднегодовое количество осадков — 280 мм.
| Показатель                | Янв. | Фев. | Март | Апр. | Май | Июнь | Июль | Авг. | Сен. | Окт. | Нояб. | Дек. | Год |
| ------------------------- | ---- | ---- | ---- | ---- | --- | ---- | ---- | ---- | ---- | ---- | ----- | ---- | --- |
| Абсолютный максимум, °C   | 0    | 0    | 1    | 0    | 2   | 8    | 22   | 12   | 10   | 3    | 1     | 1    | 22  |
| Средняя температура, °C   | −22  | −23  | −23  | −18  | −8  | −1   | 1    | 0    | −3   | −11  | −18   | −22  | −12 |
| Абсолютный минимум, °C    | −41  | −42  | −42  | −37  | −22 | −11  | −3   | −7   | −22  | −31  | −37   | −39  | −42 |
| Норма осадков, мм         | 30   | 30   | 20   | 10   | 20  | 10   | 20   | 20   | 30   | 20   | 40    | 30   | 280 |
| Источник: weatherbase.com |      |      |      |      |     |      |      |      |      |      |       |      |     |